# 聖盧西亞海峽
聖盧西亞海峽（英語：Saint Lucia Channel）是中美洲的海峽，連接加勒比海和大西洋，分隔北面的法國海外省馬提尼克和南面的聖盧西亞。长13到21公里，宽27公里。
钻石岩就位于圣卢西亚海峡之中。

## 历史
在2007年8月17日，颶風迪安穿越該海峽之处属于2級風暴。